# 喜来谷川
喜来谷川（きらいだにがわ）は、徳島県名西郡神山町を流れる吉野川水系の河川である。

## 地理
名西郡神山町の水源から神山町内を経て吉野川の主要河川である鮎喰川上流に合流する。河川ではゲンジボタルの幼虫を放流しており、毎年多くのゲンジボタルを観測している。

## 名所
- 焼山寺山

## 流域の自治体
徳島県
名西郡神山町